# Río Kostromá
El río Kostromá (en ruso: Кострома es un río de los óblasts de Yaroslavl y Kostromá.
Tiene una longitud de 354 km, una cuenca hidrográfica de 16.000 km², y un caudal medio de 71 m³/s medidos en Bui.

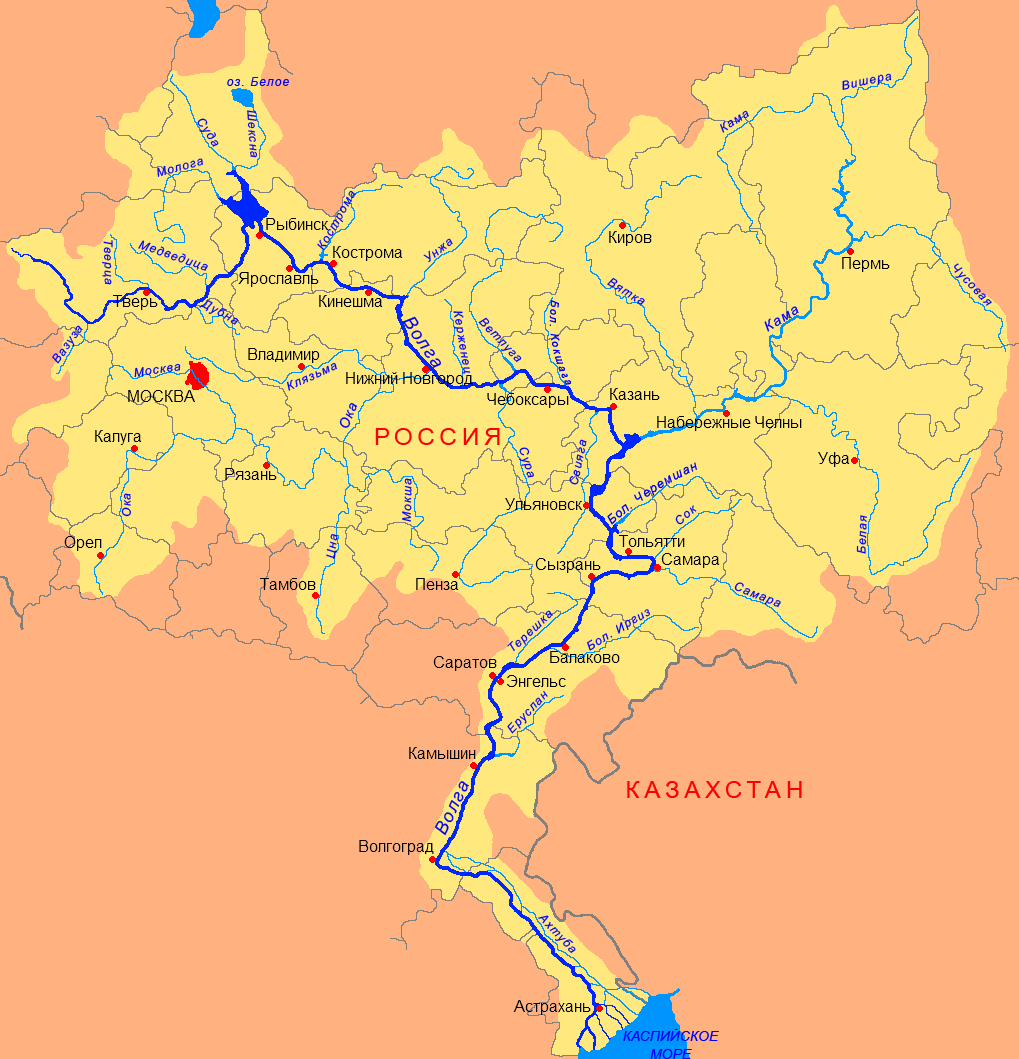
Mapa en ruso del Volga en el que aparece el río Kostromá (Кострома́), afluente por su izquierda en su curso alto

Nace a 20 km al este de Soligálich, ciudad que se encuentra en su orilla izquierda, en la aldea de Kniazhevo. EN su curso superior es estrecho y tortuoso, pero la recepción de las aguas de sus numerosos afluentes le convierte en un río de unos 30-40 m de anchura. En Bui, la anchura alcanza los 60 m, punto desde el que es navegable. En sus últimos 50 km forma la frontera entre los óblast de Kostromá y Yaroslavl. Desemboca en el embalse de Gorki, en el Volga, por debajo de Kostromá. Antes de la creación de este embalse, en sus desembocadura antigua, se encuentra el monasterio Ipatiev de Kostromá.
El Kostromá permanece congelado generalmente desde noviembre a finales de abril/principios de mayo.

## Principales afluentes
Por la izquierda:
- Vocha (Воча)
- Mezenda (Мезенда)
- Vioksa (Вёкса)
- Tiobza (Тёбза)
- Shacha (Шача)

Por la derecha:
- Shugoma (Шугома)
- Svetlitsa (Светлица)
- Lamsa (Ламса)
- Selma (Сельма)
- Monza (Монза)
- Obnora (Обнора)